# Aliou Cissé
Aliou Cissé (Ziguinchor, 24 maart 1976) is een Senegalees voormalig voetballer die sinds 2025 bondscoach is van het Libisch voetbalelftal. Cissé was een verdedigende middenvelder die ook af en toe centraal speelde.

## Spelerscarrière

### Clubcarrière
Cissé werd geboren in het Senegalese Ziguinchor, maar verhuisde op negenjarige leeftijd naar Champigny-sur-Marne, een gemeente in de buurt van Parijs. Cissé, die in zijn jeugd fervent supporter van Paris Saint-Germain was, genoot zijn jeugdopleiding bij onder andere Viry-Châtillon en Joinville. Hij belandde uiteindelijk bij de jeugdopleiding van Lille. Cissé maakte bij Lille zijn debuut in de Division 1, maar wegens een gebrek aan verdere speelkansen trok hij in 1997 naar derdeklasser Sedan. Na een uitstekend seizoen verwezenlijkte hij zijn droom door voor Paris Saint-Germain te tekenen.
In zijn eerste seizoen bij Paris Saint-Germain kwam hij, mede door een lange schorsing, weinig aan spelen toe. Vanaf 1999 ging het echter beter: onder de nieuwe trainer Philippe Bergeroo werd hij een vaste waarde op het middenveld van de Parijse club, die dat seizoen tweede werd na kampioen AS Monaco. Hierdoor werd Cissé voor het eerst opgeroepen als international bij Senegal.  In het seizoen daarop slonken zijn speelkansen echter opnieuw, waarop uitgeleend werd aan Montpellier.
Na zijn uitleenbeurt kon Cissé, mede dankzij zijn sterk WK met Senegal, een transfer naar de Premier League versieren. Bij Birmingham City maakte hij een valse start door op de eerste speeldag al een rode kaart (na twee keer geel) te krijgen tegen Arsenal FC. Het zou de voorbode worden van een kaartrijk seizoen: vóór Nieuwjaar had Cissé al elf gele kaarten achter zijn naam staan. In februari 2003 viel hij voor de rest van het seizoen geblesseerd uit. Doordat hij pas laat in de voorbereiding op het nieuwe seizoen terugkeerde, paste hij niet echt in de plannen van trainer Steve Bruce voor het seizoen 2003/04. In de zomer van 2004 stapte hij dan ook over naar Portsmouth. Ook daar speelde hij twee seizoenen.
In 2006 keerde hij terug naar Sedan, waar hij in het seizoen 1997/98 al eens gespeeld had. In tegenstelling tot zijn vorige passage bij de club speelde Sedan nu in de Ligue 1, maar na een voorlaatste plaats in het klassement degradeerde de club weer naar de Ligue 2. Cissé bleef vervolgens nog een seizoen bij de club, maar in 2008 stapte hij over naar reeksgenoot Nîmes Olympique, dat pas was gepromoveerd. Bij Nîmes werd hij samen met de Togolees Robert Malm racistisch bejegend door eigen supporters. In 2009 stopte Cissé op 33-jarige leeftijd met voetballen.

### Interlandcarrière
Cissé was aanvoerder van het Senegalees elftal dat op het WK 2002 de kwartfinale haalde. Hij speelde op dat WK vier van de vijf wedstrijden, enkel in de tweede groepswedstrijd tegen Denemarken bleef hij op de bank. In datzelfde jaar 2002 bereikte Cissé met Senegal de finale van de Africa Cup, maar verloor tegen Kameroen. In de strafschoppenreeks tijdens de finale was Cissé een van de drie Senegalezen die een strafschop miste. Cissé kwam ook in actie op de Africa Cup 2004, maar daarin werd Senegal reeds in de kwartfinale gewipt door gastland Tunesië.

## Trainerscarrière

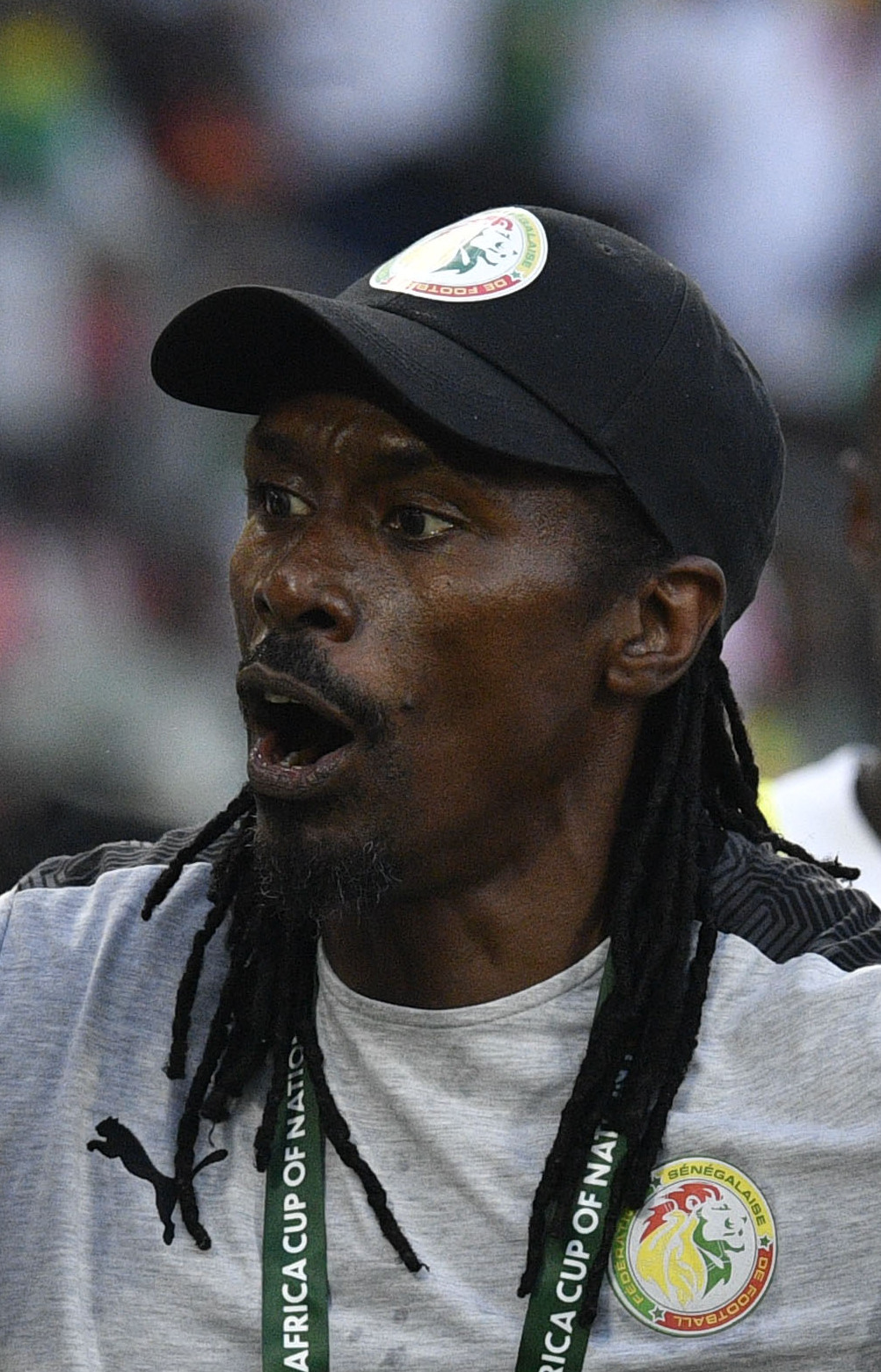
Cissé met Senegal tijdens de Africa Cup 2023

Cissé begon zijn trainerscarrière in 2010 bij Louhans-Cuiseaux, waar hij assistent-trainer werd. In januari 2011 stapte hij uit eigen beweging op bij de Franse vierdeklasser. Cissé behaalde nadien zijn trainersdiploma aan Clairefontaine en werd in 2012 assistent-bondscoach van het Senegalees olympisch voetbalelftal. Op de Olympische Zomerspelen 2012 haalde Cissé met zijn team de kwartfinale, waarin Senegal met 4–2 verloor van Mexico. Na het ontslag van bondscoach Amara Traoré fungeerde hij van februari tot april 2012 samen met Karim Séga Diouf even als interimbondscoach van het Senegalese A-elftal.
Op 4 maart 2015 schoof Cissé na het ontslag van Alain Giresse door naar de positie van bondscoach van het A-elftal. Cissé plaatste zich met zijn land voor de Africa Cup 2017, maar verloor daar in de kwartfinale van Kameroen, opnieuw na strafschoppen – Cissé verloor de finale in 2002 als speler al van Kameroen na strafschoppen. Hij loodste zijn land ook naar het WK 2018, waar Senegal in de groepsfase vier punten haalde maar door de fairplayregel net naast een ticket voor de achtste finales greep.
Op 6 februari 2022 leidde Cissé Senegal naar de overwinning op de Africa Cup 2021. In de finale versloegen de Senegalezen Egypte met 4–2 na strafschoppen om hun eerste titel te behalen.

## Erelijst
Als speler
 Paris Saint-Germain
- UEFA Intertoto Cup: 2001

Als trainer
 Senegal
- CAF Africa Cup of Nations: 2021